# Peruth Chemutai
Peruth Chemutai   (Districte de Bukwo, Uganda, 10 de juliol de 1999) és una atleta ugandesa especialitzada en la prova dels 3.000 metres obstacles. Ha participat en 3 Olimpíades guanyant la medalla d'or als Jocs Olímpics de Tòquio 2020 i la medalla de plata als Jocs Olímpics de París 2024. La victòria a Tòquio la va convertir en la primera dona d'Uganda a guanyar una medalla d'or olímpica i amb la plata a París es va convertir en l'atleta més guardonada en tota la història de la competició olímpica.

## Marques personals
| Disciplina       | Marca      | Seu  | Data               |
| ---------------- | ---------- | ---- | ------------------ |
| 3.000m obstacles | 8:48.03 NR | Roma | 30 d'agost de 2024 |

## Trajectòria professional
| Jocs Olímpics     | Jocs Olímpics  | Jocs Olímpics | Jocs Olímpics    |
| Any               | Seu            | Posició       | Prova            |
| ----------------- | -------------- | ------------- | ---------------- |
| 2016              | Rio de Janeiro | 18a posició   | 3.000m obstacles |
| 2020              | Tòquio         | 1             | 3.000m obstacles |
| 2024              | París          | 2             | 3.000m obstacles |
| Campionat del Món |                |               |                  |
| 2017              | Londres        | 20a posició   | 3.000m obstacles |
| 2019              | Doha           | 5a posició    | 3.000m obstacles |
| 2022              | Eugene         | 11a posició   | 3.000m obstacles |
| 2023              | Budapest       | 7a posició    | 3.000m obstacles |